# Aeródromo Punta Baja
El Aeródromo Punta Baja (OACI: SCHH) es un terminal aéreo ubicado cerca de Puerto Guadal, comuna de Chile Chico en la Provincia General Carrera, Región de Aysén, Chile. Es de propiedad Privada. 